# Wim Vandekeybus

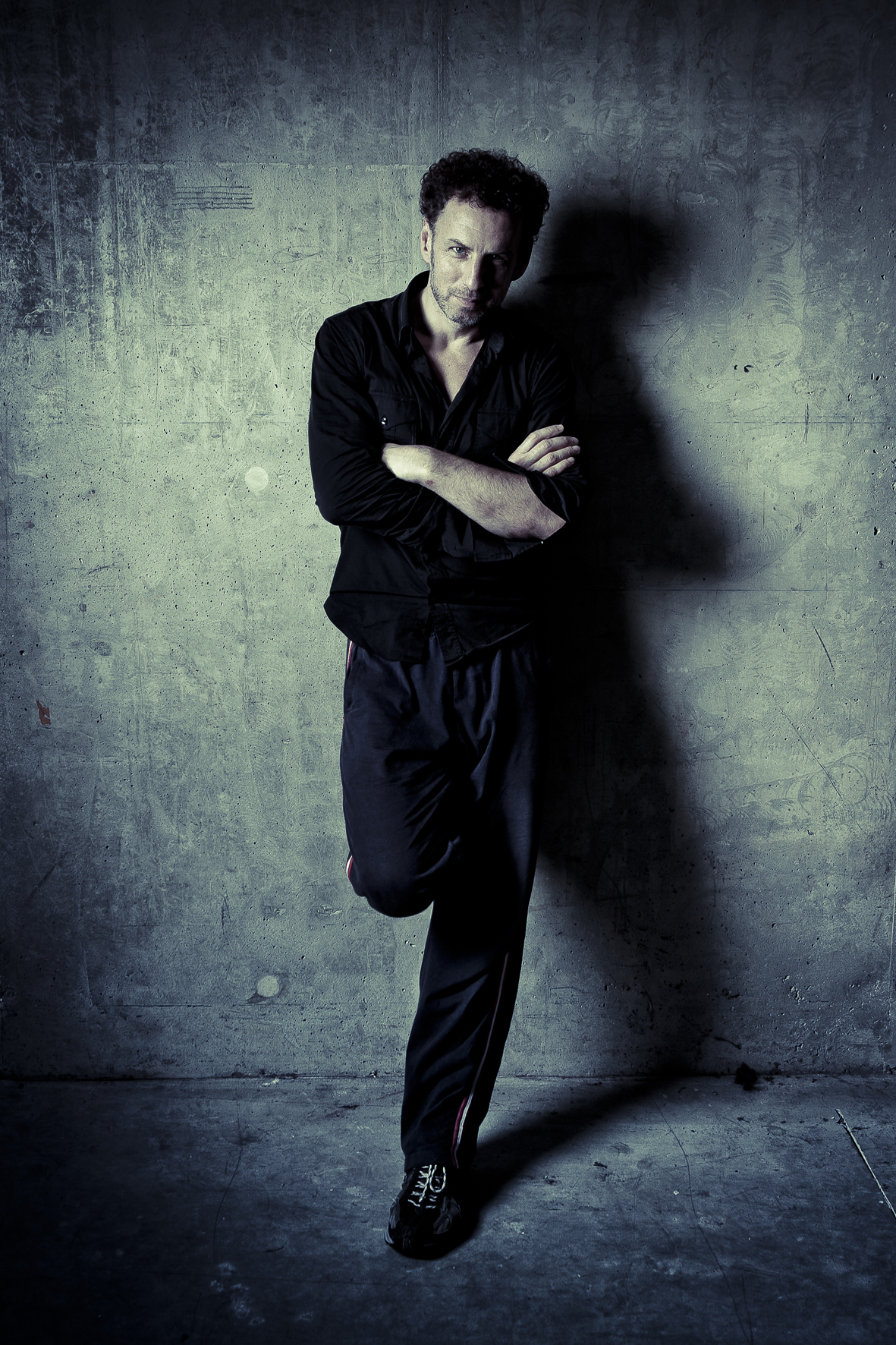
Wim Vandekeybus

Wim Vandekeybus (Herenthout, 30 juni 1963) is een Belgisch choreograaf, regisseur en fotograaf. Zijn gezelschap Ultima Vez is gevestigd in Sint-Jans-Molenbeek (Brussel).
Samen met onder anderen Jan Fabre, Alain Platel en Anne Teresa De Keersmaeker (Vlaamse Golf) is hij sinds de jaren 1980 mee verantwoordelijk voor de bekendheid van België in de internationale wereld van hedendaagse dans. Vandekeybus maakte meer dan veertig internationale dans- en theaterproducties en bijna evenveel films en videowerken.

## Begin carrière
Vandekeybus groeide op in de landelijke Kempen. Hij startte zijn studies psychologie aan de Katholieke Universiteit Leuven, maar voltooide ze niet. Zijn interesse in de complexe relatie tussen lichaam en geest bleef groot. Via een workshop met Paul Peyskens kwam hij in contact met theater. Hij volgde enkele dansworkshops (klassieke dans, moderne dans, tango) en legde zich toe op film en fotografie.
In 1985 doet Vandekeybus auditie voor Jan Fabre, die hem een rol geeft in The Power of Theatrical Madness. Een jaar later richt hij in Madrid het gezelschap Ultima Vez op.
Zijn eerste voorstelling What the Body Does Not Remember (1987) is een internationaal succes en wordt bekroond met een Bessie Award, een prijs die wordt toegekend voor grensverleggend werk. Aangedreven door de muziek van Thierry De Mey en Peter Vermeersch, maken de performers met onstuimige energie gewaagde sprongen, werpen zich in de lucht om ijlings opgevangen te worden door een 'toevallige' voorbijganger. Dansers werpen bakstenen boven elkaars hoofd. Elke beweging moet een uiterst precieze timing respecteren.
In 1989, na een residentie in het Centre National de Danse Contemporaine d'Angers, creëert Vandekeybus Les porteuses de mauvaises nouvelles, waarvoor hij in 1990 voor de tweede maal een Bessie Award ontvangt.

## Artistieke loopbaan 1990-2000
In 1990 maakt hij The Weight of a Hand, een confrontatie van dansers en muzikanten op scène, gebaseerd op het choreografisch materiaal van zijn eerste twee producties. In diezelfde periode realiseren Walter Verdin, Vandekeybus en Octavio Iturbe Roseland, een dansvideo die de eerste twee choreografieën van Vandekeybus in de opmerkelijke sfeer van een oude, verlaten Brusselse filmzaal plaatst.
Met Immer das Selbe gelogen (1991) maakt Vandekeybus een gevoelig portret van de op dat ogenblik 89-jarige Duitse cabaretier Carlo Verano en van zijn vriendschap met die man.
In 1992 realiseren Vandekeybus en Walter Verdin La Mentira, een dansvideo gebaseerd op Immer das Selbe gelogen, waarvan de opnames plaatsvonden in deSingel in Antwerpen en in het ruwe woestijnlandschap rond Granada.
De voorstelling Her Body Doesn’t Fit Her Soul, waarvoor Vandekeybus voor het eerst samenwerkt met blinde performers, volgt in 1993. De blindheid wordt een metafoor voor het lichaam dat zich overgeeft aan zijn instincten, voor de kwetsbaarheid, maar ook voor de kracht van het lichaam. De kortfilm Elba en Federico, geregisseerd door Vandekeybus zelf, maakt deel uit van deze voorstelling. Vanaf dit moment worden ook film en video belangrijke expressievormen in het werk van Vandekeybus.
Een film, gedraaid in Marokko en twee kortverhalen van respectievelijk Paul Bowles en Milorad Pavic, vormen de leidraad voor Mountains Made of Barking (1994).
In 1995 creëert Vandekeybus Alle Grössen decken sich zu, een theaterstuk als hommage aan zijn inmiddels overleden vriend Carlo Verano.
Bereft of a Blissful Union (1996) wordt een groots opgezette voorstelling, waarin twaalf dansers en twaalf muzikanten samen op de scène staan. Filmfragmenten en (theatrale) dansscènes wisselen elkaar af. De muziek van de voorstelling wordt gecomponeerd door Peter Vermeersch en George van Dam en uitgevoerd door X-Legged Sally en The Smith Quartet. De filmfragmenten van deze voorstelling bestaan als twee aparte kortfilms: Bereft of a Blissful Union en Dust.
Eveneens in 1997 maakt Vandekeybus met Ultima Vez 7 for a Secret never to be told. Silver, een videocaptatie van de gelijknamige scène uit de voorstelling, wordt in 2001 uitgebracht.
In 1998 regisseert Vandekeybus The Day of Heaven and Hell, een theaterproject gebaseerd op het leven en werk van Pier Paolo Pasolini. Oorspronkelijk zou Franz Marijnen, toenmalig artistiek directeur van de Koninklijke Vlaamse Schouwburg te Brussel, dit stuk co-regisseren. Marijnen haakt echter af tijdens de creatieperiode en Vandekeybus neemt de regie volledig op zich.
In Spite of Wishing and Wanting, een voorstelling met enkel mannelijke dansers en muziek van David Byrne (Talking Heads), gaat in première in 1999. De kortfilm The Last Words, gebaseerd op twee surrealistische kortverhalen van Julio Cortázar, maakt deel uit van de voorstelling. Een videoadaptatie van de dansvoorstelling komt uit in 2002.

## Artistieke loopbaan 2000-2010
Het overlijden van Vandekeybus' vader beïnvloedt sterk de inhoud van Inasmuch a Life is borrowed... (2000). Leven en dood worden de centrale thema's van Inasmuch... Marc Ribot tekent voor de muziek.
Voor Scratching the Inner Fields (2001) werkt Vandekeybus met een uitsluitend vrouwelijke cast. Voor het eerst werkt hij voor het tekstmateriaal samen met auteur Peter Verhelst.
In het kader van De Stokerij, een project van de KVS/de bottelarij, ontstaat ’s NACHTs (2002). Vandekeybus laat zich in deze theatersolo gebaseerd op het literaire werk van Djuna Barnes regisseren door de jonge Duitse actrice Nicola Schössler.
Eveneens in 2002 vraagt choreograaf en danser Sidi Larbi Charkaoui aan Vandekeybus een solo voor hem te creëren in het kader van Le vif du Sujet (SACD / Festival d'Avignon). It, geïnspireerd op het kortverhaal 'De Cirkelronde Vallei' van Paul Bowles, gaat in première tijdens het Festival van Avignon. Een avondvullende versie, met een film door Vandekeybus, volgt in januari 2003.
Blush (2002) betekent de start van een nieuwe samenwerking tussen Ultima Vez en de KVS. De muziek van de voorstelling wordt gecomponeerd door de Amerikaanse singer-songwriter David Eugene Edwards (16 Horsepower en Wovenhand). Voor de teksten werkt Vandekeybus opnieuw samen met Peter Verhelst. In 2005 verschijnt een dansfilmadaptatie van Blush, gedraaid op verschillende locaties in Brussel en Corsica.
De samenwerking met Peter Verhelst zet zich ook verder voor Sonic Boom (2003), een coproductie van Ultima Vez en Toneelgroep Amsterdam. Vandekeybus confronteert op scène drie acteurs van het Nederlandse repertoiregezelschap en acht performers van Ultima Vez. Sonic Boom wordt geselecteerd door het Vlaams-Nederlandse Theaterfestival 2003.
PUUR, Vandekeybus' voorstelling voor dertien dansers en acteurs waaronder de 79-jarige Tone Brulin, gaat in première tijdens het Singapore Arts Festival in mei 2005.
Een workshop met kinderen en jongeren in het kader van het Brusselse literatuurfestival Het Groot Beschrijf (2002) betekent de start van een reeks projecten met jongeren onder leiding van Vandekeybus. Na Bericht aan de Bevolking/Avis à la Population (2002) volgen Viva! (2004), Rent a Kid, no Bullshit! (2005) en Bêt noir (2006), gebaseerd op de gelijknamige bewerking van de Oedipus mythe door Jan Decorte.
In 2006 creëert Vandekeybus voor de twintigste verjaardag van Ultima Vez Spiegel, een samengestelde avond met een aantal opmerkelijke scènes uit zijn werk. Op uitnodiging van de Compañía Nacional de Danza in Madrid maakt hij eveneens Quiebro, een gastregie voor zestien dansers van dit Spaanse dansgezelschap. Tevens is hij een van de zeven choreografen die een choreografie maakt voor een professionele stripper in het kader van het Victoria project Nachtschade.
In april 2007 gaat Here After, de dansfilmbewerking van de voorstelling PUUR (2005), in première.
Het Vlaams-Nederlands Huis deBuren presenteert in de herfst van 2007 Gallop, een fototentoonstelling van Vandekeybus' reizen naar Chili en Marokko ter voorbereiding van zijn eerste langspeelfilm.
Na de wereldpremière van MENSKE (2007), vat de internationale tournee aan van deze nieuwe creatie voor een gemengde cast van tien acteurs en dansers met originele muziek van de Belgische popartiest Daan. In het kader van de twintigste verjaardag van Ultima Vez programmeert Vandekeybus in diezelfde maand een carte blanche in de Ancienne Belgique te Brussel en in het Festival Automne en Normandie te Rouen.
Voor de eerste editie van het zomerfestival Dansand in juli 2008, creëert Vandekeybus Lichtnacht, een korte dansvoorstelling voor vier performers op het strand van Oostende.
In februari 2009 brengt Vandekeybus in Göteborg met de dansers van het Göteborgs Operans Balett een bewerking van Jan Decortes Bêt Noir, Black Biist.
In mei 2009 gaat nieuwZwart, met een volledig vernieuwd gezelschap, in première in Mercat de les Flors in Barcelona. De Belgische rockartiest Mauro Pawlowski tekent voor de muziek en staat samen met Jeroen Stevens en Elko Blijweert live op scène.

## Artistieke loopbaan sinds 2010
In Monkey Sandwich (2010) gooit Vandekeybus het over een andere boeg. Zijn werk, een versmelting van muziek, dans, theater en film, plaatst deze keer dit laatste medium centraal. Eén performer op scène interageert met de fictieve personages uit de film.
Met de anti-voorstelling RADICAL WRONG (2011) wil Vandekeybus bij uitstek de jonge generatie bekoren.
Haast een decennium en vooral vele producties later, zoeken Sidi Larbi Cherkaoui en Vandekeybus opnieuw de confrontatie met elkaar op in IT 3.0 (2011).
In Oedipus/bêt noir (2011) gaat Vandekeybus aan de slag met Jan Decortes eigenzinnige versie van Oedipus uit 1999. Een cast van zestien acteurs, dansers en muzikanten brengt de tragische mythe van deze geboren antiheld, die zonder het te beseffen zijn vader vermoordt en met zijn moeder trouwt.
In september 2011 wordt de film Monkey Sandwich, afgeleid van de gelijknamige voorstelling, geselecteerd voor het filmfestival in Venetië in de Orizzonti-sectie.
Voor booty Looting (2012) gaat Vandekeybus aan de slag met een ploeg van zes performers, één muzikant en één fotograaf. Beweging, woord, muziek en fotografie staan er evenwaardig naast elkaar. Booty Looting gaat in première op het Internationale Dansfestival van de Biënnale in Venetië.
Voor Talk to the Demon (2014) gaat Vandekeybus aan de slag met een ploeg van zes performers en een kind.
Na de bezwerende soundtrack van nieuwZwart (2009) werkt Vandekeybus voor Speak low if you speak love (2015) opnieuw samen met Mauro Pawlowski en zijn kompanen. Klassieke verhalen vormen de inspiratie voor hun songs gebracht door de Zuid-Afrikaanse zangeres Tutu Puoane. Ultima Vez performers en eerder klassiek opgeleide dansers beïnvloeden elkaar.
In 2015 verschijnt ook Vandekeybus' eerste langspeelfilm Galloping Mind. Gefilmd in Hongarije en aan de Zwarte Zee in Roemenië vertelt de film een dramatisch verhaal over familieverbanden, verraad en driehoeksrelaties met Jerry Killick, Natali Broods en een kinderbende op paarden in de hoofdrollen.
In Mockumentary of a Contemporary Saviour (2017) brengt Vandekeybus een scherpzinnig portret van een messias als fictief karakter doorheen zeven personages. Datzelfde jaar ook tekent Vandekeybus de choreografie voor Salome (2017) in een regie van Ivo Van Hove voor de Nationale Opera in Amsterdam.
Go Figure Out Yourself (2018) gaat over de snelheid van het idee in contrast met de traagheid van de massa. Tijdens deze interactieve trip neemt het publiek deel aan de voorstelling, die telkens weer doorgaat buiten de grenzen van het theater.
Voor TrapTown (2018) doet Wim Vandekeybus opnieuw een toenadering naar het witte doek. In deze interdisciplinaire voorstelling gaan dans, muziek (Trixie Whitley en Phoenician Drive), tekst (Pieter De Buysser), architectuur (Gijs Van Vaerenbergh) en film hand in hand.
Begin 2019 gaat Die Bakchen in première in München. In deze hedendaagse herwerking van de antieke mythe delen het acteursensemble van Residenztheater en de dansers van Ultima Vez de scène. Peter Verhelst maakte een nieuwe versie van Euripides zijn aloude tekst. Vincent Glowinski / Bonom gaat live aan de slag met verf. Dijf Sanders creëert live de muziek. In het najaar van 2019 werkt Vandekeybus opnieuw samen met Trixie Whitley en Marc Ribot. TRACES volgt de sporen die de choreograaf doorheen de voorbije decennia heeft getrokken. Hij kijkt om naar de intuïties van waaruit zijn zoektocht begon. Naar het drama van driften en instincten. Naar het spel van energieën en intensiteiten. TRACES gaat in première in het Concertgebouw in Brugge tijdens December Dance-festival.

## Artistieke loopbaan sinds 2020
Met Hands do not touch your precious Me (2021) creëert Wim Vandekeybus in een mythisch verhaal van confrontatie en transformatie, van licht en duister, van dood en hergeboorte. Hij werkt hiervoor samen met componiste Charo Calvo, acht dansers en – voor het eerst – met performer en beeldend kunstenaar Olivier de Sagazan. Samen scheppen ze een universum waarin lichamen als levende en vleselijke sculpturen balanceren tussen het utopische en het gruwelijke, tussen het krachtige en het fragiele.
In 2022 bestaat Vandekeybus' gezelschap Ultima Vez 35 jaar, zo lang is het geleden sinds de première van zijn eerste voorstelling What the Body Does Not Remember (1987). Naar aanleiding van die verjaardag maakt hij Scattered Memories (2022), een jubileumproject waarin Vandekeybus terugblikt op het verleden, met al één been in de toekomst. Scattered Memories ging in juli in première op het ImPulsTanz Festival in Wenen, Oostenrijk.

## Artistieke signatuur
De signatuur van Vandekeybus ligt in de eerste plaats in het fysieke materiaal, maar in de eerste stukken van Ultima Vez zijn al de eerste contouren van een verhaal te zien, bijvoorbeeld in de confrontatie tussen mannen en vrouwen. Vandekeybus is altijd gefascineerd door wat er gebeurt tussen mensen in ongewone situaties of marginale posities. Hij werkte dan ook vaak samen met andere kunstenaars, met niet-kunstenaars, met dansers en performers van alle leeftijden en achtergronden.
Een forse zin voor spektakel is Vandekeybus zeker niet vreemd en een goed verhaal is aan hem ook wel besteed. Als maker vertrekt hij zeker niet vanuit weloverwogen concepten, maar gaat hij op zijn intuïtie voort. Hij gaat ook steeds op zoek naar vernieuwing. Toch blijft hij in al zijn verschillende producties trouw aan de eigen bewegingstaal. Spanning, conflict, body versus mind, risico's en impulsen. Lichamelijkheid, passie, intuïtie, instinct. Die pijlers zullen nooit uit het werk van Vandekeybus verdwijnen. Ze krijgen alleen telkens een heel ander gezicht.
Vandekeybus staat ook bekend om zijn samenwerking met dansers, circusartiesten, acteurs, musici en andere artiesten uit uiteenlopende disciplines. Voornamelijk muziek is een rode draad in zijn werk geworden. Peter Vermeersch, Thierry De Mey, David Byrne, Marc Ribot, Eavesdropper, David Eugene Edwards, Trixie Whitley, Daan, Arno, Charo Calvo, Mauro Pawlowski, Roland Van Campenhout en Elko Blijweert schreven de muziek voor zijn voorstellingen. Over het algemeen worden de composities geschreven tijdens het repetitieproces: voorstelling en muziek krijgen gezamenlijk vorm. Maar ook fotografie en tekst spelen een belangrijke rol. In booty Looting nam fotograaf Danny Willems foto's: met de camera in de aanslag liep hij te midden van de artiesten en projecteerde de foto’s in real time. Schrijver Peter Verhelst verzorgde vijf keer de teksten (Scratching the Inner Fields, Blush, Sonic Boom, nieuwZwart, Die Bakchen) en Vandekeybus heeft drie keer de bewerking van Oedipus van Jan Decorte gebruikt, voor Bêt noir, voordat hij klaar was met deze tekst.

## Prijzen
- In 1988 de Bessie Award in New York voor What the Body Does Not Remember.
- In 1989 een Bessie Award voor Les porteuses de mauvaises nouvelles.
- In 2003 de SACD Oeuvreprijs Herman Closson.
- In 2004 wint de eerste prijs voor regie voor Blush tijdens Kosova Infest.
- In 2007 krijgt Vandekeybus de Choreograhy Media Honor van de Directors Guild of America in Los Angeles.[8]
- In december 2012 de Keizer Karelprijs die de provincie Oost-Vlaanderen om de drie jaar uitreikt. Vandekeybus kreeg deze prijs voor zijn uitzonderlijke verdiensten op het gebied van kunst en cultuur en voor zijn engagement, ook richting jongere generaties.[9]
- In 2013 met Ultima Vez de laureaat van de Evens Prijs voor Kunst. Ze ontvangen de prijs voor hun belangrijke bijdrage aan de hedendaagse dans in Europa, voor hun multidisciplinair werk en voor hun sociaal en cultureel engagement.[10]

## Theater- en dansvoorstellingen
| - 1987 What the Body Does Not Remember - 1989 Les porteuses de mauvaises nouvelles - 1990 The Weight of a Hand - 1991 Immer das Selbe gelogen - 1993 Her Body Doesn't Fit Her Soul - 1994 Mountains Made of Barking - 1995 Alle Grössen decken sich zu - 1996 Bereft of a Blissful Union - 1996 Exhaustion from Dreamt love - 1997 7 for a Secret never to be told | - 1998 Body, body on the wall… - 1998 The Day of Heaven and Hell - 1999 In Spite of Wishing and Wanting - 2000 Inasmuch as Life is borrowed… - 2001 Scratching the Inner Fields - 2002 ’s NACHTs - 2002 Bericht aan de Bevolking - 2002 it - 2002 Blush - 2003 Sonic Boom | - 2004 Viva! - 2004 Rent a kid, no bullshit! - 2005 Puur - 2006 Bêt noir - 2007 Spiegel - 2007 Nachtschade - 2007 MENSKE - 2008 Lichtnacht - 2009 Black Biist - 2009 nieuwZwart | - 2010 Monkey Sandwich - 2011 Radical Wrong - 2011 IT 3.0 - 2001 Oedipus / bêt noir - 2012 FEAR NOT - 2012 booty Looting - 2013 Spiritual Unity - 2014 Talk to the Demon - 2015 Speak low if you speak love ... - 2017 Mockumentary of a Contemporary Saviour | - 2018 Go Figure Out Yourself - 2018 TrapTown - 2019 Die Bakchen - 2019 TRACES - 2021 Hands do not touch your precious Me - 2022 Scattered Memories |

## Films
| - 1990 Roseland - 1992 La Mentira - 1993 Elba and Federico - 1994 Mountains Made of Barking | - 1996 Bereft of a Blissful Union - 1996 Dust - 1997 Body, Body on the wall… - 1999 The Last Words | - 2000 Inasmuch - 2001 Silver - 2002 In Spite of Wishing and Wanting - 2005 Blush | - 2007 Here After - 2011 Monkey Sandwich - 2015 Galloping Mind |